# Rogów (województwo zachodniopomorskie)
Rogów (niem. Rehbock) – osada leśna położona w województwie zachodniopomorskim, w powiecie goleniowskim, w gminie Stepnica na obszarze Puszczy Goleniowskiej.
W latach 1975–1998 miejscowość położona była w województwie szczecińskim.